# Portulaca echinosperma
Portulaca echinosperma är en portlakväxtart som beskrevs av Lucien Leon Hauman. Portulaca echinosperma ingår i släktet portlaker, och familjen portlakväxter. Inga underarter finns listade i Catalogue of Life.